# Charles M. Teague
Charles McKevett Teague (ur. 18 września 1909 w Santa Paula, zm. 1 stycznia 1974 w Santa Paula) – amerykański polityk, członek Partii Republikańskiej.

## Działalność polityczna
W okresie od 3 stycznia 1955 do śmierci 1 stycznia 1974 przez dziesięć kadencji był przedstawicielem 13. okręgu wyborczego w stanie Kalifornia w Izbie Reprezentantów Stanów Zjednoczonych.